# جون روبر
جون روبر (بالإنجليزية: John Roper)‏ هو لاعب كرة قدم أمريكية أمريكي، ولد في 4 أكتوبر 1965 في هيوستن في الولايات المتحدة.

## وصلات خارجية
- جون روبر على موقع مرجع كرة القدم المحترفة.كوم (الإنجليزية)